# André Franco
André Franco, né le 12 avril 1998 à Lisbonne au Portugal, est un footballeur portugais qui évolue au poste de milieu offensif au Chicago Fire FC, en prêt du FC Porto.

## Biographie

### Formation
Né à Lisbonne au Portugal, André Franco est formé par le Sporting CP. Durant sa formation il est prêté une saison au CF Belenenses.

### GD Estoril-Praia
En août 2018, après un an sans club il rejoint le GD Estoril-Praia, où il intègre dans un premier temps l'équipe réserve. Il fait sa première apparition en équipe première le 3 août 2019, à l'occasion d'une rencontre de coupe de la Ligue portugaise face au FC Paços de Ferreira. Il entre en jeu et son équipe s'incline après une séance de tirs au but. Franco joue son premier match de deuxième division portugaise le 18 août suivant contre le SC Farense. Il entre en jeu et son équipe s'incline par deux buts à un.
Il remporte le championnat de deuxième division portugaise avec le GD Estoril-Praia à l'issue de la saison 2020-2021, le club accédant par la même occasion à l'élite du football portugais. 
Il joue son premier match de première division portugaise le 7 août 2021 contre le FC Arouca. Il est titulaire et ouvre son compteur but dès son premier match, de la tête sur un service de Joãozinho. Son équipe l'emporte finalement par deux buts à zéro ce jour-là. Le 24 septembre 2021, il prolonge son contrat jusqu'en juin 2024. Franco est l'une des révélations du championnat, pour sa première saison dans l'élite. Il se démarque par sa technique, sa créativité et son jeu de passes entre autres, faisant de lui l'un des meilleurs atouts de son équipe.

### FC Porto
L'arrivée d'André Franco au FC Porto est annoncée par le club bleu et blanc le 4 août 2022. Transféré pour un montant estimé à 4 millions d'euros (pour 90 % des droits économiques du joueur), il signe un contrat de cinq ans. Franco hérite du n°20 laissé vacant par Vitinha parti au Paris Saint-Germain quelques semaines plus tôt,.
Le 10 septembre 2022, André Franco inscrit son premier but pour le FC Porto, lors d'une rencontre de championnat face au GD Chaves. Il entre en jeu et participe à la victoire de son équipe (3-0 score final),. Avec Porto il découvre la Ligue des champions, jouant son premier match le 14 mars 2023 contre l'Inter Milan, en entrant en jeu à la place de Stephen Eustáquio (0-0 score final). 

## Statistiques
| Saison                | Club                  | Championnat           | Championnat | Championnat | Championnat | Coupe nationale | Coupe nationale | Coupe nationale | Coupe de la Ligue | Coupe de la Ligue | Coupe de la Ligue | Supercoupe | Supercoupe | Supercoupe | Compétition(s) continentale(s) | Compétition(s) continentale(s) | Compétition(s) continentale(s) | Compétition(s) continentale(s) | Coupe du monde des clubs | Coupe du monde des clubs | Coupe du monde des clubs | Total | Total | Total |
| Saison                | Club                  | Division              | M.          | B.          | P.d.        | M.              | B.              | P.d.            | M.                | B.                | P.d.              | M.         | B.         | P.d.       | Comp.                          | M.                             | B.                             | P.d.                           | M.                       | B.                       | P.d.                     | M.    | B.    | P.d.  |
| 2019-2020             | GD Estoril Praia      | Segunda Liga          | 8           | 1           | 0           | 1               | 1               | 0               | 1                 | 0                 | 0                 | -          | -          | -          | -                              | -                              | -                              | -                              | -                        | -                        | -                        | 10    | 2     | 0     |
| 2020-2021             | GD Estoril Praia      | Segunda Liga          | 20          | 1           | 4           | 3               | 0               | 2               | 1                 | 1                 | 0                 | -          | -          | -          | -                              | -                              | -                              | -                              | -                        | -                        | -                        | 24    | 2     | 6     |
| 2021-2022             | GD Estoril Praia      | Primeira Liga         | 33          | 11          | 4           | 3               | 0               | 0               | 2                 | 0                 | 0                 | -          | -          | -          | -                              | -                              | -                              | -                              | -                        | -                        | -                        | 38    | 11    | 4     |
| Sous-total            | Sous-total            | Sous-total            | 61          | 13          | 8           | 7               | 1               | 2               | 4                 | 1                 | 0                 | 0          | 0          | 0          | -                              | 0                              | 0                              | 0                              | 0                        | 0                        | 0                        | 72    | 15    | 10    |
| 2022-2023             | FC Porto              | Primeira Liga         | 17          | 2           | 0           | 4               | 1               | 0               | 3                 | 0                 | 1                 | -          | -          | -          | C1                             | 1                              | 0                              | 0                              | -                        | -                        | -                        | 25    | 3     | 1     |
| 2023-2024             | FC Porto              | Primeira Liga         | 15          | 0           | 1           | 3               | 1               | 2               | 1                 | 0                 | 0                 | -          | -          | -          | C1                             | 4                              | 0                              | 0                              | -                        | -                        | -                        | 23    | 1     | 3     |
| 2024-2025             | FC Porto              | Primeira Liga         | 17          | 1           | 0           | 1               | 0               | 0               | 2                 | 0                 | 0                 | -          | -          | -          | C3                             | 2                              | 0                              | 0                              | 1                        | 0                        | 0                        | 23    | 1     | 0     |
| 2025                  | Chicago Fire (prêt)   | MLS                   | -           | -           | -           | -               | -               | -               | -                 | -                 | -                 | -          | -          | -          | -                              | -                              | -                              | -                              | -                        | -                        | -                        | 0     | 0     | 0     |
| Sous-total            | Sous-total            | Sous-total            | 49          | 3           | 1           | 8               | 2               | 2               | 6                 | 0                 | 1                 | 0          | 0          | 0          | -                              | 7                              | 0                              | 0                              | 1                        | 0                        | 0                        | 71    | 5     | 4     |
| Total sur la carrière | Total sur la carrière | Total sur la carrière | 110         | 16          | 9           | 15              | 3               | 4               | 10                | 1                 | 1                 | 0          | 0          | 0          | -                              | 7                              | 0                              | 0                              | 1                        | 0                        | 0                        | 143   | 20    | 14    |

## Palmarès
GD Estoril Praia
- Vainqueur du Championnat du Portugal D2 en 2021.

 FC Porto
- Vainqueur de la Coupe de la Ligue en 2023.
- Vainqueur de la Coupe du Portugal en 2023 et 2024.
- Vainqueur de la Supercoupe du Portugal en 2024.
- Vice-champion du Portugal en 2023.